# راتنج مركب

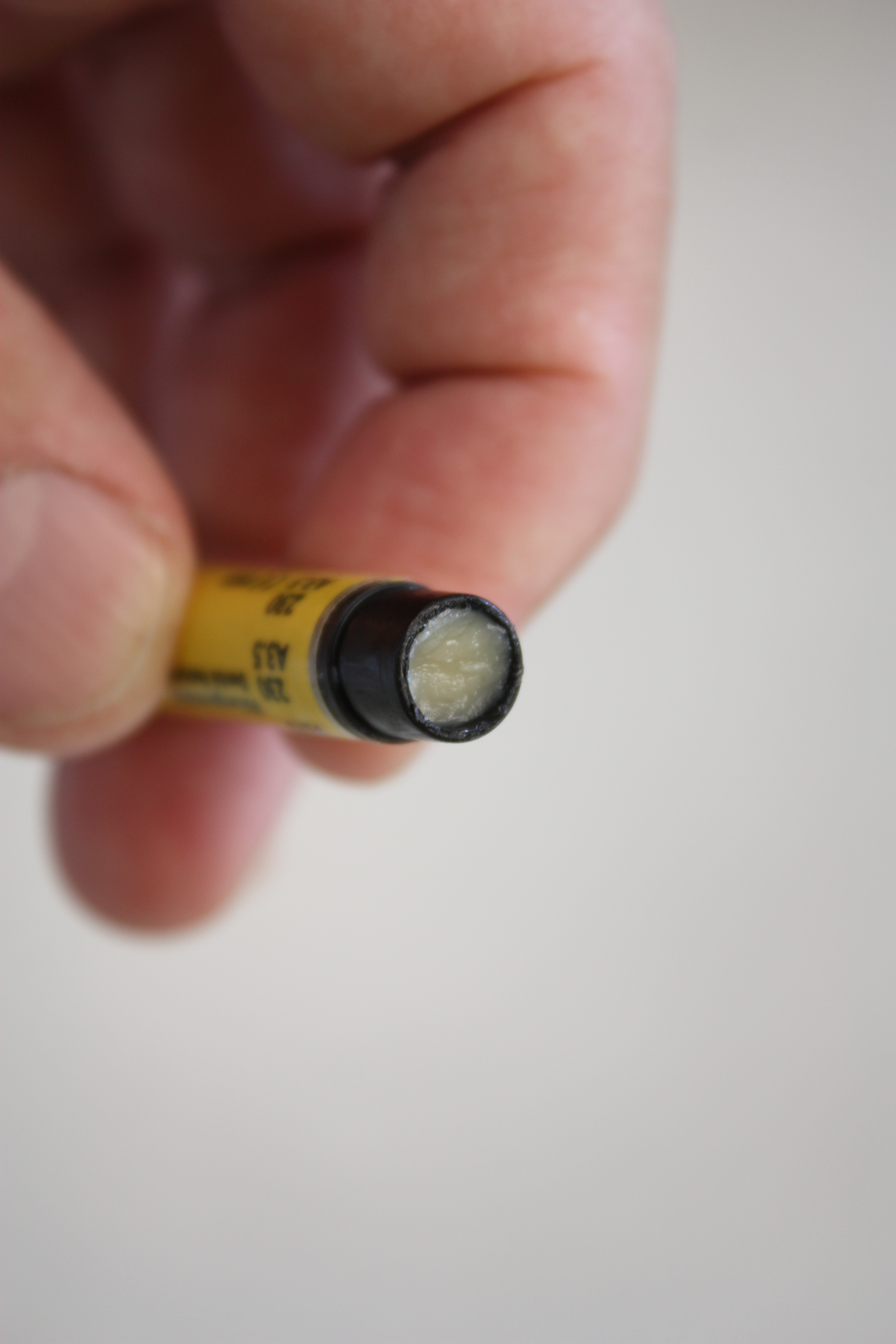
شكل الراتنج المركب.

الراتنج المركب أو الراتين المركب (بالإنجليزية: composite resin)‏ هي من أنواع الراتنجات الاصطناعية المستخدمة في طب الأسنان باعتبارها مواد ترميمية أو مواد إلصاق. تمتلك الراتنجات المركبة خصائص معينة تفيد المريض حسب النخر الذي يعاني منه. تمتلك خاصية التثبيت الميكانيكي الدقيق (الميكروميكانيكي) الذي يجعل المركب أكثر فعالية في ملء التجاويف الصغيرة إذ إن حشوات الأملغم ليست فعالة ويمكن أن تسقط (بسبب خاصية التثبيت الميكانيكي الكلي للأملغم). تطورت الراتنجات الاصطناعية بصفتها مواد ترميمية بسبب عدم قابليتها للذوبان، ومظهرها الجيد المشابه للأسنان، وعدم حساسيتها للجفاف، وسهولة تشكيلها وتكلفتها المعقولة.[بحاجة لمصدر] تتكون الراتنجات المركبة في الغالب من الـ"بيس-غما" (Bis-GMA) ومونوميرات الـ"دي-ميتاكريلات" الأخرى (TEGMA وUDMA وHDDMA)، وهي مادة مالئة مثل السيليكا وتستخدم في معظم التطبيقات الحالية بالإضافة إلى محفز ضوئي من أجل بدء تفاعل التصلب. يضاف الديميثيلجليوكسايم بشكل شائع أيضًا من أجل تحقيق خصائص فيزيائية معينة كالانسيابية مثلًا. يتحقق مزيد من تفصيل الخصائص الفيزيائية عن طريق صياغة تراكيز فريدة لكل مكون.
قارنت العديد من الدراسات طول عمر الترميمات المركبة القائمة على الراتنج بطول عمر ترميمات الأملغم المكونة من الفضة والزئبق. اعتمادًا على مهارة طبيب الأسنان، وخصائص المريض ونوع وموقع الضرر، يمكن أن يكون للترميمات المركبة عمر طويل مماثل لترميمات الأملغم. بالمقارنة مع الأملغم، فإن ظهور الترميمات المركبة القائمة على الراتنج أعلى بكثير.

## تاريخ الاستخدام
تنشأ المواد الراتنجية المركبة التقليدية عن تفاعلات بلمرة كيميائية بين معجونين. تحتوي العجينة الأولى على منشط (ليس أمينًا ثلاثيًا لأنه يسبب تغير اللون) وتحتوي الأخرى على مبدئ للتفاعل (بنزويل البيروكسيد). من أجل التغلب على مساوئ هذه الطريقة -كقصر وقت العمل مثلًا- جرى إدخال المركبات الراتنجية المتصلبة ضوئيًا في السبعينيات. استخدمت وحدات التصليب الضوئي الأولى ضوء الأشعة فوق البنفسجية من أجل تصليب المواد، ولكن هذه الطريقة كانت ذات عمق تصليب محدود ومثلت خطرًا كبيرًا على المرضى والأطباء. لذلك، جرى استبدال وحدات معالجة الضوء فوق البنفسجي لاحقًا بأنظمة التصليب بالضوء المرئي التي استخدمت الكامفركوينون مصدرًا للضوء وتغلبت على المشكلات التي تنتجها وحدات معالجة الضوء فوق البنفسجي.
الفترة التقليدية
في أواخر الستينيات، أُدخلت الراتنجات المركبة بصفتها بديلًا للسيليكات والراتنجات غير المملوءة التي استخدمها الأطباء في ذلك الوقت بشكل متكرر. أظهرت الراتنجات المركبة صفات فائقة من حيث تمتعها بخصائص ميكانيكية أفضل من السليكات والراتنجات غير المملوءة. واعتبرت الراتنجات المركبة مفيدة أيضًا من حيث تقديم الراتنج على شكل معجون، ويسهل التعامل السريري بفضل الضغط المريح أو الانسيابية. انطوت عيوب الراتنجات المركبة في ذلك الوقت هي أنها كانت ذات مظهر غير جميل، وتلاؤم ضعيف على الحواف، مع صعوبات في التلميع، وصعوبة الالتصاق بسطح الأسنان، وأحيانًا، فقدان الشكل التشريحي.
فترة ملء الراتنجات بالمواد المالئية الميكروية (الميكروفيل)
في عام 1978، جرى إدخال أنظمة ميكروفيل مختلفة إلى السوق الأوروبية. كانت هذه الراتنجات المركبة جذابة بسبب قدرتها على الحصول على سطح أملس للغاية عند الانتهاء. أظهرت هذه الراتنجات المركبة الدقيقة أيضًا استقرارًا لونيًا أفضل سريريًا ومقاومة أعلى للتآكل من المركبات التقليدية، التي فضلت مظهرها الشبيه بنسج الأسنان بالإضافة إلى فعاليتها السريرية. ومع ذلك، أظهرت المزيد من الأبحاث ضعفًا تدريجيًا في المادة مع مرور الوقت، ما أدى إلى تشققات دقيقة وفقدان للمادة شبيه بالفراغ حول الحواف. في عام 1981، حُسنت الراتنجات المركبة المملوءة بالمواد الميكروية بشكل ملحوظ فيما يتعلق بثبات الحواف والتكيف. وقد تقرر -بعد مزيد من الأبحاث- أن هذا النوع من المركبات يمكن استخدامه لمعظم عمليات الترميم بشرط استخدام تقنية التخريش الحمضي وتطبيق عامل الربط (البوند).
الفترة الهجينة
أُدخلت المركبات الهجينة في الثمانينيات وعُرفت بشكل شائع باسم الأينومير الزجاجي المعدل بالراتنج (آر إم جي آي سي). تتكون المادة من مسحوق يحتوي على زجاج الفلورالومينيوسيليكات وسائل ينشط ضوئيًا موجود في زجاجة داكنة أو كبسولة. قُدمت المادة في حين لم تكن مركبات الراتنج بمفردها مناسبة لحفر الصنف الثاني. يمكن استخدام الـ(آر إم جي آي سي) بدلًا من ذلك. يسمح هذا الخليط أو الراتنج والأيونومر الزجاجي بتصليب المواد عن طريق تنشيط الضوء (الراتنج)، ما يسمح بوقت عمل أطول. بالإضافة إلى أن لها فائدة من عنصر الأيونومر زجاجي الذي يطلق الفلورايد وله خصائص التصاق فائقة. يوصى باستخدام الـ(آر إم جي آي سي) الآن على الأينومير الزجاجي الشاردي التقليدية لقعر الحفر. هناك فرق كبير بين المركبات الهجينة المبكرة والحديثة.
في البداية، كانت عمليات الترميمات الراتنجية المركبة في طب الأسنان معرضة بشكل كبير للتسرب الحفافي والكسر بسبب مقاومة الضغط الضعيفة. حُسنت تلك المركبات بشكل كبير في التسعينات وأوائل الألفية وأصبحت تمتلك قوة ضغط كافية للاستخدام في الأسنان الخلفية.

## الطريقة والتطبيق السريري

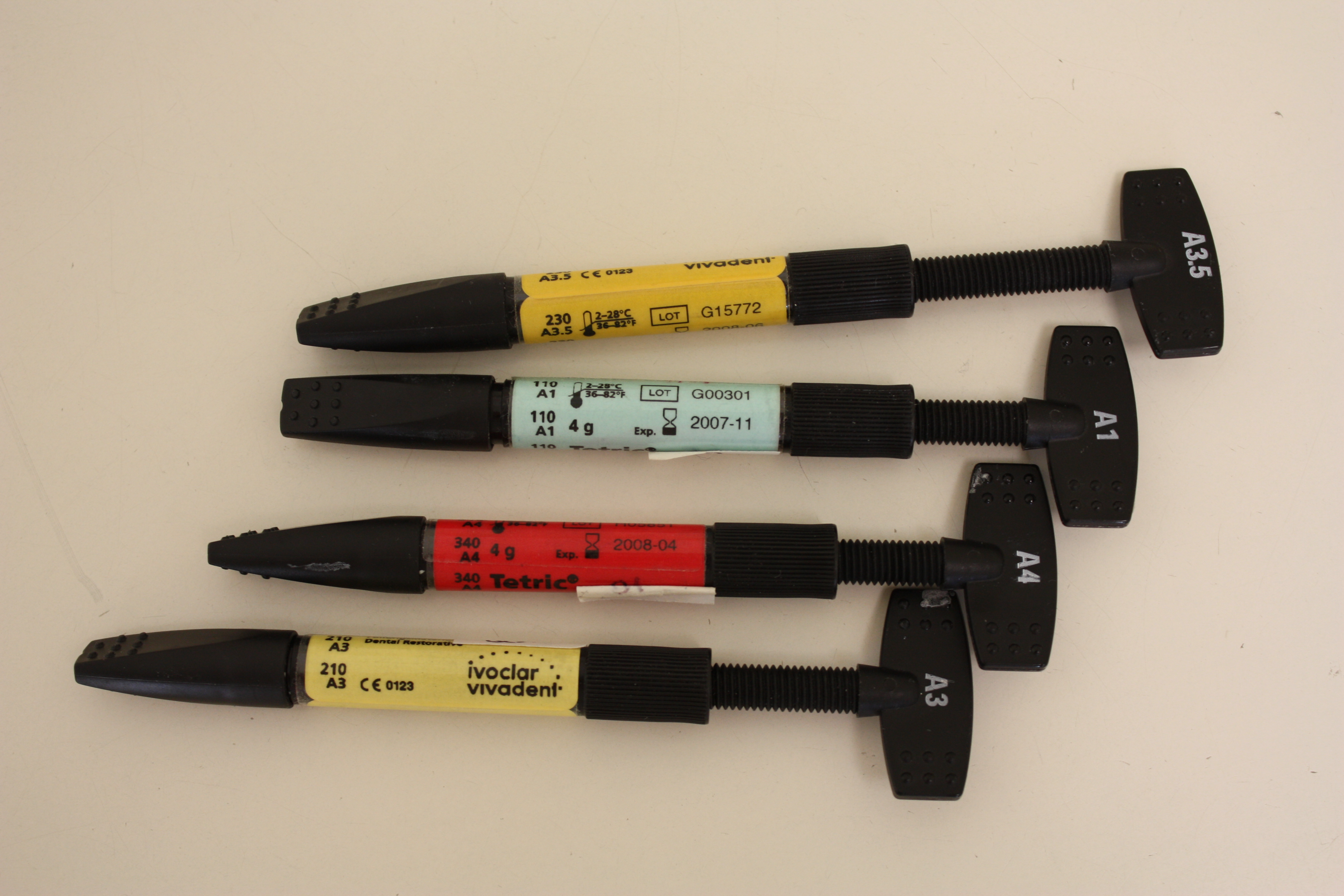
عصارات الحشوات المركبة.

تمتلك الراتنجات المركبة اليوم انكماشًا تصلبيًا منخفضًا ومعامل تقلص حراريًا منخفضًا، ما يسمح بوضعها بكميات كبيرة مع الحفاظ على التكيف الجيد مع جدران التجويف. يتطلب وضع المركب اهتمامًا دقيقًا بالإجراء أو قد يفشل قبل الأوان. يجب الحفاظ على السن جافًا تمامًا أثناء وضعه أو من المحتمل أن يفشل الراتنج في الالتصاق بالسن. توضع المركبات في حين ما تزال في حالة ناعمة تشبه العجين، ولكن عند تعرضها لضوء من طول موجة زرقاء (عادة 470 نانومتر)، فإنها تتبلمر وتتصلب، ومن الصعب تصليب المركب بالكامل نظرًا لأن الضوء غالبًا لا يخترق أكثر من 2-3 مم من الحشوة. إذا وُضعت كمية كبيرة جدًا من الحشوة في السن، سوف يبقى المركب لينًا جزئيًا، ويمكن أن يؤدي هذا المركب الناعم غير المتبلمر في نهاية المطاف إلى ارتشاح مونوميرات حرة ذات سمية و/أو تسرب حفافي يؤدي إلى نكس النخر. يجب أن يضع طبيب الأسنان المركب في الحشوة العميقة على دفعات متعددة، تغطي كل دفعة 2-3 مم بالكامل قبل إضافة الدفعة التالية. بالإضافة إلى ذلك، يجب أن يكون الطبيب حريصًا على ضبط العضة في الحشوة، التي يمكن أن تكون صعبة. إذا كانت الحشوة عالية -حتى بكمية بسيطة- فقد يؤدي ذلك إلى حساسية عند المضغ على السن. إن المركب الموضوع بشكل صحيح مريح، وذو مظهر جيد، وقوي ومتين، ويمكن أن يدوم 10 سنوات أو أكثر.
يمكن تلميع وتوفير السطح النهائي المرغوب للحشوة الراتنجية بواسطة أقراص أكسيد الألومنيوم. كلاسيكيًا، كان يجب وضع نقاط انتهاء حشوات الصنف الثالث في العاج بالكامل. واستُخدمت محقنة من أجل وضع الراتنج المركب بسبب تقليلها احتمال حبس الهواء ضمن الترميم. تختلف التقنيات الحديثة، لكن الحكمة التقليدية تنص على أنه نظرًا لوجود زيادة كبيرة في قوة الترابط بسبب استخدام مبدأ العاج في أواخر التسعينيات، فإن الشكل المثبت ليس ضروريًا باستثناء الحالات القصوى. يسمح البرايمر (المبدئ) «بتداخل» ألياف الكولاجين الموجودة في العاج ضمن الراتنج، ما يؤدي إلى وجود رابطة فيزيائية وكيميائية فائقة للحشوة مع السن. في الواقع، كان الاستخدام هذا مثيرًا للجدل في مجال طب الأسنان حتى جرى توحيد تقنية المبدئ في منتصف إلى أواخر التسعينات. يجب أن تكون حافة الميناء لتحضير حشوة الراتنج المركب مشطوبة من أجل تحسين المظهر وكشف نهايات المواشير المينائية للتخريش الحمضي. تتضمن التقنية الصحيحة لتخريش الميناء قبل وضع ترميم الراتنج المركب استخدام حمض الفوسفوريك بنسبة 30%-50% ثم الشطف جيدًا بالماء والتجفيف بالهواء فقط. في إعداد التجويف للترميم بالراتينج المركب مع تقنية التخريش حمضي، يجب أن تكون جميع زوايا سطح الميناء زوايا منفرجة. تشتمل موانع استعمال المركبات الراتنجية على الفرنيش وأكسيد الزنك-الأوجينول. لم تستعمل الراتنجات المركبة لترميمات الصنف الثاني بسبب التآكل المفرط في الثمانينيات وأوائل التسعينات. جعلت تقنيات الربط الحديثة وعدم شعبية مواد حشوة الأملغم حديثًا المركبات الراتنجية أكثر جاذبية لترميمات الصنف الثاني. تختلف الآراء، ولكن يُنظر إلى الكومبوزيت على أنه يمتلك عمرًا طويلًا وخصائص تآكل مناسبة لاستخدامها في عمليات الترميم الدائم لحُفر الصنف الثاني. جرى وصف ما إذا كانت المواد الراتنجية المركبة تدوم طويلًا أو لها خصائص التسرب الحفافي والحساسية عند مقارنتها بترميمات الأملغم من الصنف الثاني باعتبارها مسألة للنقاش في عام 2008.

## تركيبها

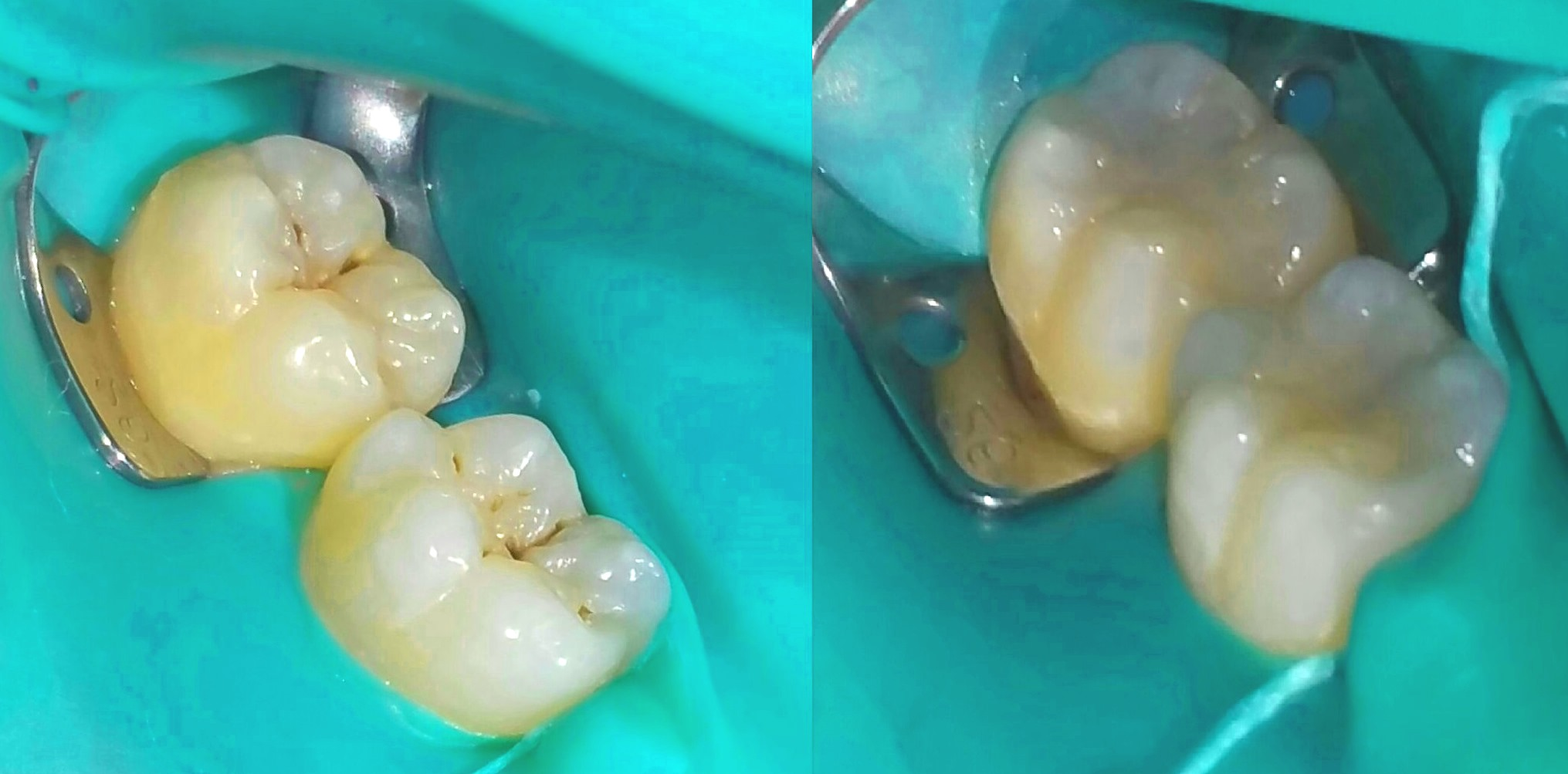
استخدام الكمبوزيت ال (Flowable) في فجوة الضرس

تتركب الحشوة من ثلاث مكونات أساسية هي:
1. خليط الراتنج (Resin matrix) والذي يعتمد على (BIS-GMA) في تركيبه والذي هو بدوره عبارة عن ناتج التفاعل بين ثنائي الفينول (bisphenol)

وميثأكريلات الجلاسيديل (glycidyl methacrylate) والتي تُضاف إليها جزيئات أحادية لتعمل كمخفف للحشوة (diluents).
1. جزيئات غير عضوية مثل: الزجاج، الكوارتز، السيليكا، وهي المسؤولة عن اكساب الحشوة صفات القوة، أضف على ذلك أن هذه الجزيئات لها القدرة على عكس الضوء مما يخلق منظر جمالي للحشوة.
2. عامل الربط (بين جزيئات الحشوة وخليط الراتنج).

### تصنيفها
يتم تصنيف الراتنج المركب بالاعتماد على:
1. حجم جزيئات الحشوة.
2. مدى لزوجتها.

#### حجم جزيئات الحشوة
1. جزيئات كبيرة (macrofiller)، تعرف هذه الحشوة بالتقليدية، يكون فيها حجم الجزيئات أكبر من واحد ميكرون، تمتاز بقوتها لكنها جماليًا غير مقبولة حيث أنها تعطي سطح خشن وباهت لذا يفضل استعمالها في الأسنان الخلفية حيث القوة هي الأهم.
2. جزيئات صغيرة (microfiller)، تتكون هذه الحشوة من جزيئات صغيرة (أقل من واحد ميكرون)، تمتاز بصفاتها الجمالية، حيث تعطي سطح لامع وناعم لذا فهي تستعمل في الأسنان الأمامية حيث الأولوية للمظهر الجمالي.
3. جزيئات مختلطة (hybrid) أي هي مزيج من الجزيئات الكبيرة والصغيرة، تمتاز بكونها أكثر نعومة ولمعاناً من الجزيئات الصغيرة وأكثر قوة من الجزيئات الكبيرة ويمكن استخدامها في:
  1. حشوات تجاويف الدرجة الثالثة والرابعة والخامسة (class III, IV, V)
  2. حشوات تجاويف الدرجة الأولى والثانية الصغيرة (class I, II) لأن الكبيرة منها نستعمل لها ملغم

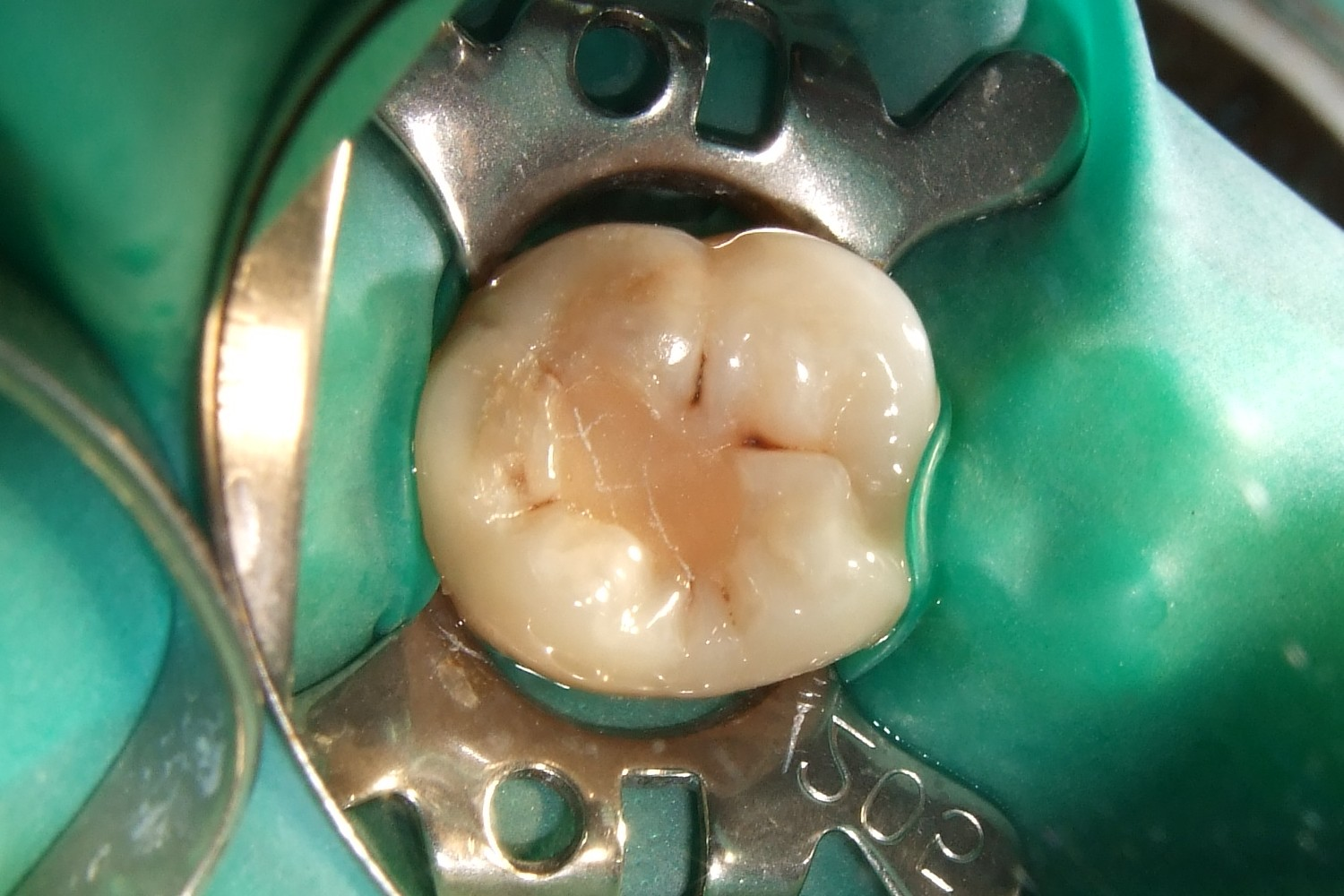
حشوة مركبة قديمة مع وجود نخر (تسوس) محيط بالحشوة
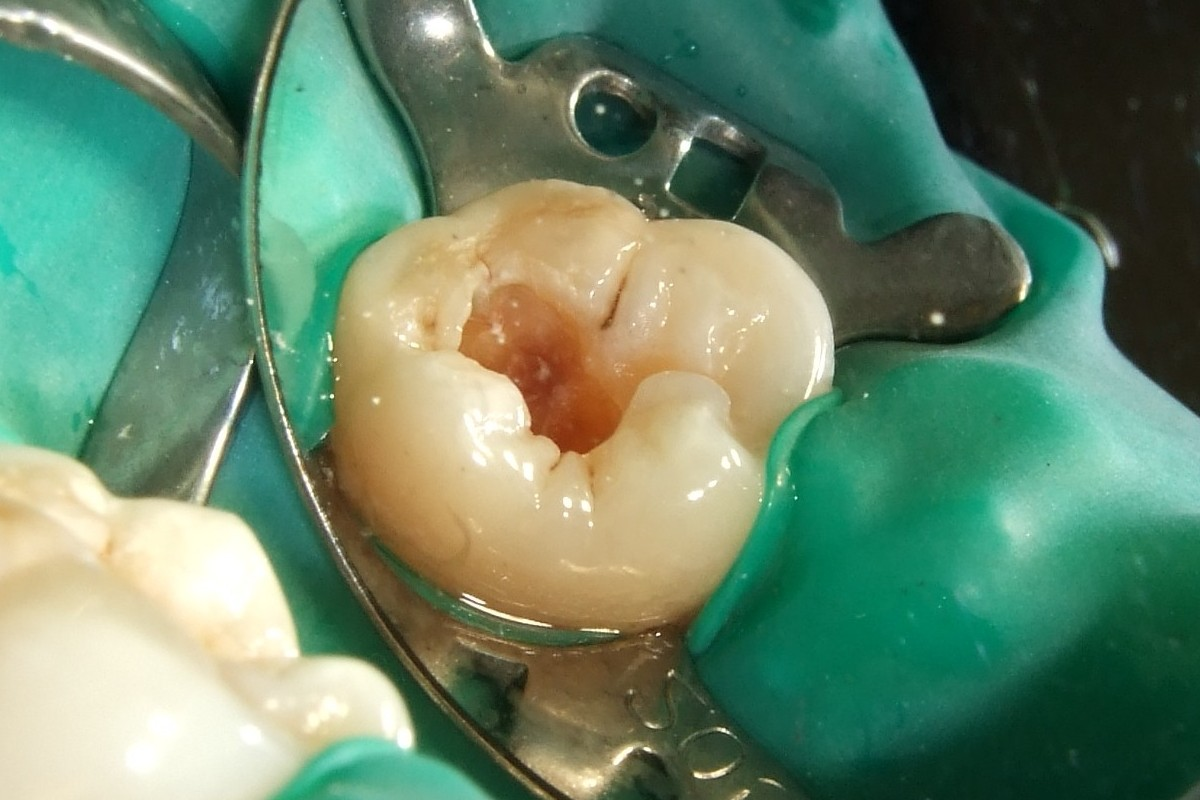
نخر (تسوس) داخل السن بعد إزالة الراتنج المركب
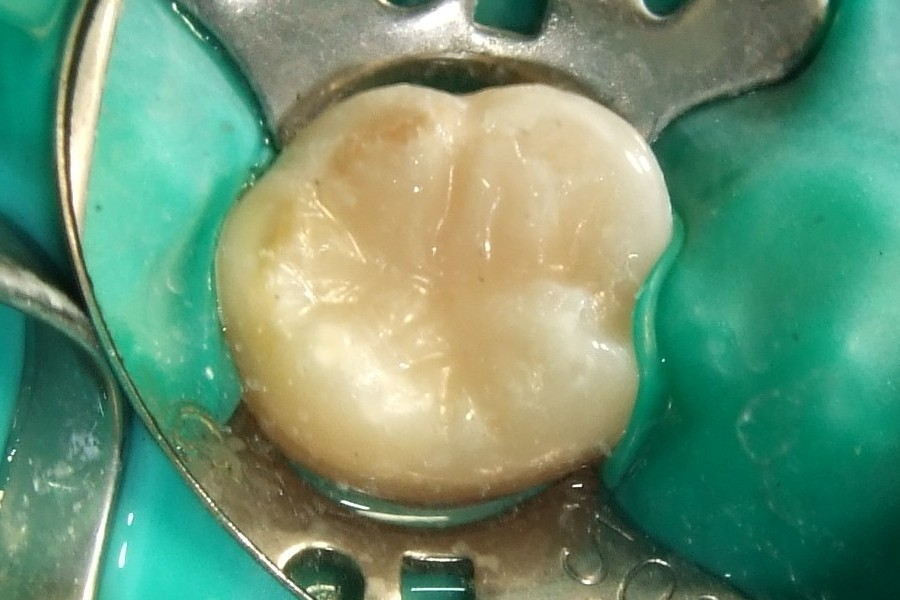
راتنج مركب جديد بعد إزالة النخر (التسوس)